# Subbaramiah Minakshisundaram
Subbaramiah Minakshisundaram (malaiàlam: സുബ്ബരാമയ്യ മീനാക്ഷിസുന്ദരം)  (Thrissur, 12 d'octubre de 1913 - Visakhapatnam, 13 d'agost de 1968) va ser un matemàtic indi, professor universitari, que va treballar en la teoria de les equacions diferencials. El 1949, durant una estança al Institut d'Estudis Avançats de Princeton, va coincidir amb le matemàtic suec Åke Pleijel, amb qui va publicar un article conjunt en el qual introduïen la funció zeta de Minakshisundaram-Pleijel.